# عبد العزيز العويد
عبد العزيز العويد (15 يوليو 1975 -)، مؤرخ وقارئ ومستشار نفسي من البدون في الكويت

## عن حياته
ولد الشيخ عبد العزيز بن سعود العويد في الكويت ، ودرس في مدارسها ، ثم سافر الي بيروت للدراسة الجامعية وحصل على شهادة البكالوريوس في تخصص علم النفس من جامعة بيروت العربية ، وشارك في برامج حوارية على الهواء ومسجلة في قنوات فضائية محلية رسمية وأخرى خاصة. وبرامج أخرى من إعداده وتقديمة ، كما انه يدرس حالياً ماجستير في تخصص علم النفس من جامعة الإسكندرية ب[[مصر|جمهورية مصر العربية]}وحصل عليها.
ثم أعاد دراسة الثانويه العامة في الكويت ليلتحق بجامعة الكويت وحصل على البكالوريوس في تخصص الشريعة والدراسات الإسلاميه

## مناصبه وخبراته
- معالج نفسي ومدرب ممارس في الإرشاد والعلاج النفسي من جامعة ميتشيجن الأمريكية.
- مدير مركز الشفاء للاستشارات النفسية والاجتماعية بدولة الكويت 2002 وحتى الآن.
- إمام وخطيب سابق بوزارة الأوقاف والشئون الإسلامية 1996 - 2003 .
- قام بإعداد وتنظيم العديد من الدروس والدورات العلمية الشرعية بدولة الكويت.

## أعمال تلفزيونية
| اسم البرنامج           | القناة             | ملاحظات                                                                             | العام |
| ---------------------- | ------------------ | ----------------------------------------------------------------------------------- | ----- |
| بلدة طيبة              | تلفزيون الكويت     | معالم مضيئة في تأريخ الكويت                                                         | 2004م |
| تأريخ الأنبياء المصور  | تلفزيون الكويت     | رُشح البرنامج من قبل تلفزيون دولة الكويت لمهرجان البحرين الدولي للتلفزيون للعام 2005 | 2005  |
| السيرة النبوية المصورة | تلفزيون الكويت     | تمت الاستعانة فيه ببعض الصور والخرائط                                               | 2006  |
| ذكريات الحج            | تلفزيون الكويت     | الحج عبر التأريخ قبل وبعد الإسلام mمشاهدات الرحالة، ومواقف من حج أهل الكويت         | 2006  |
| روائع الخلفاء الراشدين | تلفزيون الكويت     | تمت الاستعانة فيه ببعض الصور والخرائط الموضحة                                       | 2007  |
| قصص القرآن للأطفال     | تلفزيون الكويت     | تم عرض مجسمات وصور وخرائط موضحة لقصص القرآن بمشاركة بعض الأطفال                     | 2007  |
| روائع الأخبار          | -                  | في السير والآثار.                                                                   | 2007م |
| السيرة الميسرة للأطفال | تلفزيون الكويت     | موضحة لقصص السيرة                                                                   | 2008  |
| يوميات شاب             | -                  | تصوير مشاهد مع مجموعة من الشباب المراهق في أماكن متفرقة (المسجد – المكتبة .. )      | -     |
| هنا وقف الحبيب         | تلفزيون الكويت     | -                                                                                   | -     |
| قطوف                   | قناة دليل الفضائية | -                                                                                   | -     |
| روائع الصديق           | تلفزيون الكويت     | برنامج يعنى بسيرة الخليفة أبي بكر                                                   | -     |
| الطريق إلى مكة         | -                  | برنامج تتبع للمدن والأماكن التي يمر بها أهل الكويت في حجهم على الإبل                | -     |

## أعمال إذاعية
| اسم البرنامج                        | الإذاعة                          | ملاحظات                                     | العام |
| ----------------------------------- | -------------------------------- | ------------------------------------------- | ----- |
| أوراق تأريخية                       | -                                | برنامج أسبوعي                               | -     |
| مدن وتأريخ                          | -                                | برنامج أسبوعي                               | -     |
| نفائس المعارف                       | -                                | برنامج أسبوعي                               | -     |
| روائع قرآنية                        | -                                | اللمسات البيانية والتربوية من القرآن الكريم | -     |
| روائع الأدب                         | إذاعة القرآن الكريم بدولة الكويت | -                                           | 2004  |
| الطبيعة في الأدب العربي             | إذاعة القرآن الكريم بدولة الكويت | -                                           | 2005  |
| خلق الله في الأدب                   | إذاعة القرآن الكريم بدولة الكويت | -                                           | 2005  |
| أعظم إنسان                          | إذاعة القرآن الكريم بدولة الكويت | عرض مفصل لسيرة وحياة الرسول الكريم          | 2006  |
| الحج في ذاكرة التاريخ والأدب        | إذاعة القرآن الكريم بالكويت      | -                                           | 2006  |
| رحلات العرب في ذاكرة التاريخ والأدب | إذاعة القرآن الكريم بالكويت      | -                                           | 2007  |
| روائع الخلفاء                       | إذاعة القرآن الكريم بالكويت      | -                                           | 2007  |
| مدن وتأريخ                          | إذاعة القرآن الكريم بالكويت      | تعريف بالمدن الإسلامية ماضيها وحاضرها       | -     |

## النتاج الفهرسي
قام الباحث بإعداد مجموعة فهارس موضوعية ضرورية للبحث والتحقيق في العديد من مصادر التأريخ والبلدان واللغة والأدب والأنساب، ومنها :
| - حصر وفهرسة موضوعية لجميع المصادر المؤلفة في مجال تأريخ الكويت. - فهرسة موضوعية لمعظم المصادر التأريخية في مجال تواريخ وكتب التراجم لنجد والحجاز. - فهرسة موضوعية لأبرز المصادر التأريخية في مجال لأنساب المعاصرة لقبائل الجزيرة والعراق. - فهرسة موضوعية لموسوعة التاريخ المعروفة باسم البداية والنهاية للإمام ابن كثير. - فهرسة موضوعية للموسوعة الجغرافية المعروفة باسم معجم البلدان لياقوت الحموي. | - فهرسة موضوعية لموسوعة سير أعلام النبلاء للإمام الذهبي. - فهرسة موضوعية لموسوعة وفيات الأعيان لابن خلكان. - فهرسة موضوعية لكتاب تفسير القرآن العظيم لابن كثير. - فهرسة موضوعية لموسوعة التاريخ المعروفة باسم لسان العرب لابن منظور. - فهرسة موضوعية لموسوعة تاريخ الأدباء المعروفة باسم طبقات الأدباء لابن الأنباري. |

## النتاج العلمي

### في التأريخ واللغة
قام عبد العزيز العويد بتأليف عدد من الكتب - لم تطبع بعد - منها :
| - صناع التأريخ خلال ثلاثة قرون. قصص ومواقف لأشهر علماء الأمة ومفكريها خلال المائتي السنة الأخيرة. - منارات العلم. تأريخ أشهر المدارس العلمية عبر التأريخ. - سلسلة نفائس المعارف. جمع منوع في الأخلاق والآداب والمعارف. - الفهرس الموضوعي للسان العرب. جمع لعشرين باباً من أبواب اللغة من كتاب لسان العرب. | - موسوعة شوارع الكويت. - أعلام الأدب في شوارع الكويت. - رمضان. في ذاكرة التأريخ والأدب. - الحج. في ذاكرة التأريخ والأدب. |

### مشروع إسلامي وطني
كما يعمل العويد على إعداد مشروع الإرشاد النفسي الإسلامي والذي يرجع في الإرشاد فيه إلى القرآن والسنة ووضع ضوابط وقواعد للعلاج القرآني والسعي مع الجهات المختصة في سن قانون لتفعيل ذلك.
| - أصول الإرشاد النفسي الإسلامي. - العلاج الإيماني والعلاج النفسي اختلاف تنوع أم تضاد ؟ - الرقية الشرعية – ضوابط ومحاذير. - العين والسحر بين الحقيقة والوهم. - سيكولوجية الأحلام بين الشرع والعلم. - الفراسة بين الأصالة والتجديد. - أنماط الشخصية من منظور إسلامي. | - كيف نقرأ كتب التأريخ ؟ - القراءة المثمرة. - الألوان بين الشرع والعلم وعلاقتها بالشخصية. - المعاجم العربية وطرق التعامل معها. - كيف أخرج زوجي من الكهف ؟ - المراهق المبدع. |

### المشاركات
شارك في فعاليات حملة وزارة الداخلية السعودية بالتعاون مع التلفزيون السعودي بشعار معاً ضد الإرهاب. المشاركة في المؤتمر السنوي لأبحاث الحج من تنظيم وإشراف معهد خادم الحرمين الشريفين لأبحاث الحج والعمرة - جامعة أم القرى بدعوة رسمية سنوياً من وزارة الأوقاف والشؤون الإسلامية بالسعودية.